# Lars Hansen (żużlowiec)
Lars Hansen (ur. 26 listopada 1987) – duński żużlowiec.

## Życiorys
W polskiej lidze żużlowej startował w latach 2007–2008, reprezentując kluby: TŻ Lublin (2007) oraz Kolejarz Opole (2008). 
W 2006 r. zdobył brązowy medal indywidualnych mistrzostw Europy juniorów. Również w 2006 r. zakwalifikował się do finału indywidualnych mistrzostw Danii, zajmując w klasyfikacji końcowej XII miejsce.
W 2008 r. zakończył karierę żużlową.